# Slawomir Szymaszek
Slawomir Szymaszek (* 14. April 1973 in Dębica) ist ein ehemaliger polnischer Fußballspieler.

## Sportlicher Werdegang
Szymaszek begann mit dem Fußballspielen bei MKS Dębica, ehe er zum Ortsrivalen Igloopol Dębica weiterzog. 1990 rückte er als Ersatztorhüter in den Kader der Wettkampfmannschaft, die in die Ekstraklasa aufgestiegen war. In der Spielzeit 1991/92 rückte er zeitweise zum Stammtorhüter auf. Nach dem verpassten Klassenerhalt als Tabellenletzter blieb er dem Klub jedoch zunächst treu, ehe er 1993 zurück in die oberste Spielklasse wechselte und sich Wisła Krakau anschloss. Dort bestritt er 18 Ligaspiele, stieg jedoch mit der Mannschaft ebenfalls ab und zog daher nach nur einer Spielzeit innerhalb der Meisterschaft zu Górnik Zabrze weiter. Hier blieb ihm jedoch nur die Rolle des Ersatzmannes, so dass er zeitweise an seinen unterklassig antretenden Heimatverein Igloopol Dębica verliehen wurde. 1997 schloss er sich dem Amateurklub Hetman Zamość an.
1998 wechselte Szymaszek nach Deutschland und ging zum ehemaligen Zweitligisten 1. SC Göttingen 05 in die viertklassige Oberliga Nord. Mit dem Absteiger des Vorjahres kehrte er in die Regionalliga Nord zurück, verpasste dort aber aufgrund einer Ligareform – die vormals viergleisige Regionalliga wurde auf drei Staffeln reduziert – als Tabellenneunter den Klassenerhalt. Zwar qualifizierte sich die Mannschaft als Meister der Staffel Niedersachsen/Bremen und einem abschließenden 3:0-Erfolg nach einer 0:2-Hinspielniederlage in den Aufstiegsspielen gegen Holstein Kiel sportlich für die Drittklassigkeit, der Verein erhielt jedoch keine Lizenz für die Regionalliga. Nach einem weiteren halben Jahr in Niedersachsen wechselte er Anfang 2002 zum SC Fortuna Köln in die Regionalliga West. Beim ebenfalls in finanziellen Problemen steckenden ehemaligen Bundesligisten stand er bis zum Saisonende in 13 Partien auf dem Platz, der Klub stieg jedoch als Tabellenletzter in die Oberliga Nordrhein ab. 2004 wechselte er zum Ligakonkurrenten Bonner SC, ehe er nach einer Spielzeit vom Absteiger und neuen Ligarivalen KFC Uerdingen 05 abgeworben wurde. 2007 wechselte er innerhalb der Oberliga zum SV Straelen, nach dem Abstieg ließ er ab 2008 seine Karriere beim SCB Viktoria Köln ausklingen.